# Gaius Julius Asper
 (mai 2016).
Gaius Julius Asper (fl. 200-218) est un homme politique de l'Empire romain.

## Biographie
Fils de Gaius Julius Asper, petit-fils paternel de Gaius Julius Asper Pansinianus, duumvir à Antioche, arrière-petit-fils de Gaius Julius Asper, arrière-arrière-petit-fils de Gaius Julius Asper, noble à Antioche, arrière-arrière-arrière-petit-fils de Gaius Julius Asper, noble à Antioche en 41 et 54, arrière-arrière-arrière-arrière-petit-fils de Gaius Julius Asper et arrière-arrière-arrière-arrière-petit-fils de Gaius Julius Asper.
Il est consul suffect sous Commode, proconsul de l'Afrique entre 200/201 et 204/205, avec son fils comme questeur, consul ordinaire en 212 avec son fils, et également préfet de la Ville de Rome. Il tombe en disgrâce et est exilé avec son fils. Plus tard, il est gracié, et nommé par Caracalla proconsul d'Asie pour l'année 217/218, mais il empêché par Macrin d'entrer dans sa province et est remplacé par Quintus Anicius Faustus.
Il s'est marié avec Cassia Paterna, fille de Cassius et de sa femme Larcia Calida et petite-fille maternelle d'Aulus Larcius Lepidus et de sa femme Volumnia Calida. Ils ont un fils Gaius Julius Camilius Asper Junior.